# Chwalimie
Chwalimie (prononciation : [xfaˈlimjɛ], en allemand : Wallachsee) est un village polonais de la gmina d'Okonek dans le powiat de Złotów de la voïvodie de Grande-Pologne dans le centre-ouest de la Pologne.
Il se situe à environ 5 kilomètres au sud-est d'Okonek (siège de la gmina), 19 kilomètres au nord-ouest de Złotów (siège du powiat), et à 123 kilomètres au nord de Poznań (capitale de la Grande-Pologne).
Le village possédait une population de 120 habitants en 2006.

## Histoire
De 1975 à 1998, le village faisait partie du territoire de la voïvodie de Piła.

Depuis 1999, Chwalimie est situé dans la voïvodie de Grande-Pologne.